# MELODY (잡지)
《멜로디》(MELODY)는 하쿠센샤가 발행하는 소녀 만화 잡지이다. 1996년 9월에 창간되었다. 《하나토유메》와 《라라》에서 파생되었다. 원래 월간으로 발행되었으며 제호도 《월간 멜로디(月刊メロディ)》였다. 2006년 6월호부터 짝수달에 발행되는 격월간지가 되었으며, 8월호부터 제호를 현재의 《멜로디(MELODY)》로 바꾸었다.

## 같이 보기
- 하나토유메
- 라라